# 에디피시오 코판
에디피시오 코판(포르투갈어: Edifício Copan)는 브라질 상파울루에 위치한 마천루이다.